# Josh O'Connor
Josh O'Connor, född 20 maj 1990 i Cheltenham, är en brittisk skådespelare.
O'Connor har bland annat medverkat i TV-serien The Crown där han spelade prins Charles. Han har även medverkat i filmerna Hope Gap och Challengers.

## Filmografi (i urval)
- 2017 – God's Own Country
- 2019–2020 – The Crown (TV-serie)
- 2019 – Hope Gap
- 2020 – Emma
- 2023 – Lee
- 2023 – Chimären
- 2024 – Challengers
- 2025 – Wake Up Dead Man: A Knives Out Mystery
- 2025 – The History of Sound
- 2025 – The Mastermind
- 2026 – The Dish